# اگیلمار یکم، گراف اولدنبورگ
الیمار یکم (۱۰۴۰ تا ۱۱۱۲) همچنین شناخته شده با نام اگیلمار یکم نخستین کنت اولدنبورگ از سال ۱۱۰۱ تا ۱۱۰۸ میلادی بود.
او با ریکسا (ریچنزا یا ریکیسا) دختر ددی یا آدالگر ازدواج کرد.